# Alex Fontana

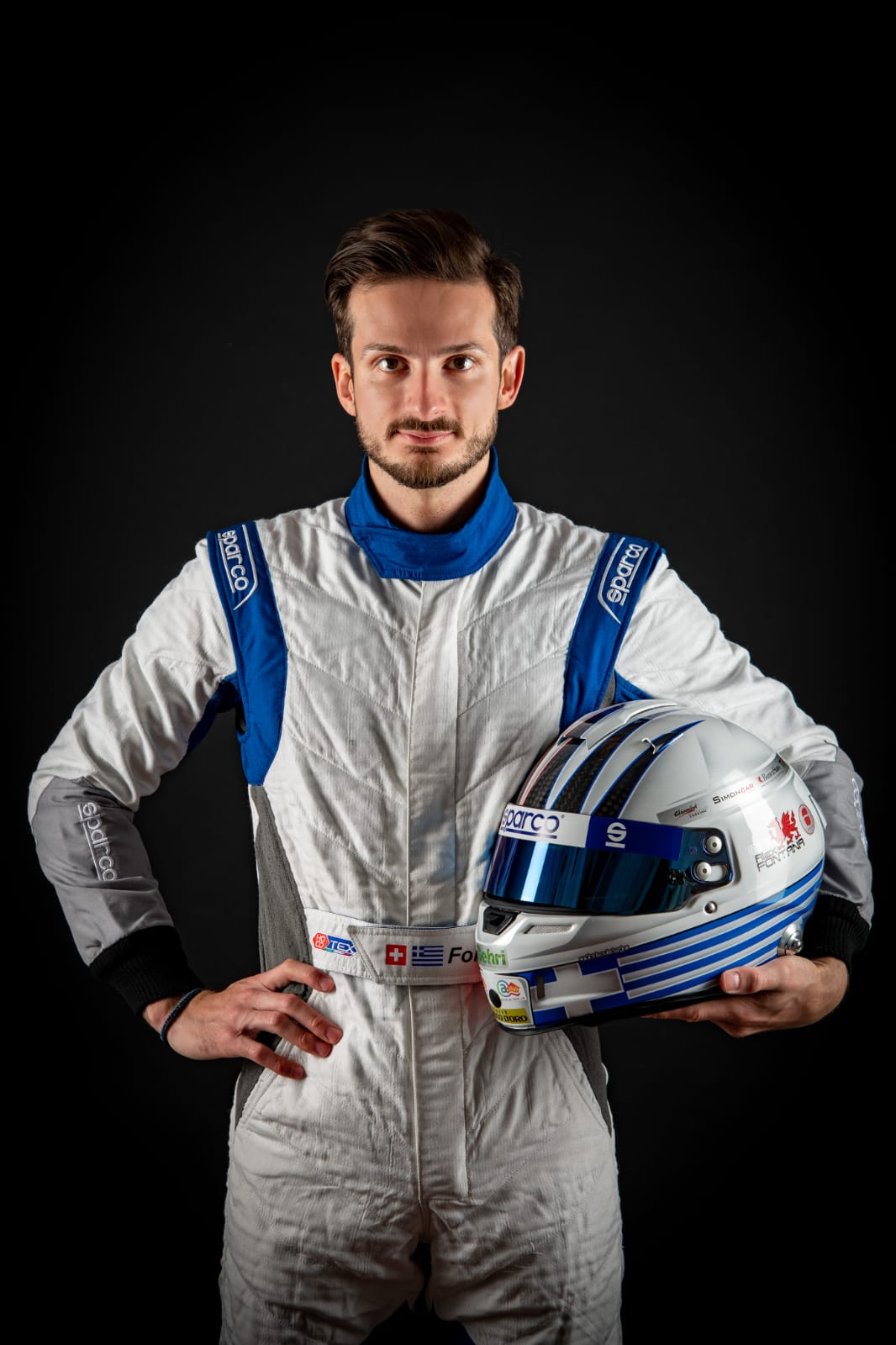
Alex Fontana

Alessandro „Alex“ Fontana (* 5. August 1992 in Lugano) ist ein schweizerisch-griechischer Automobilrennfahrer. Er startet mit einer Schweizer Rennlizenz. 2011 gewann er die Gesamtwertung der European F3 Open. Von 2011 bis 2015 startete er in der GP3-Serie.

## Karriere

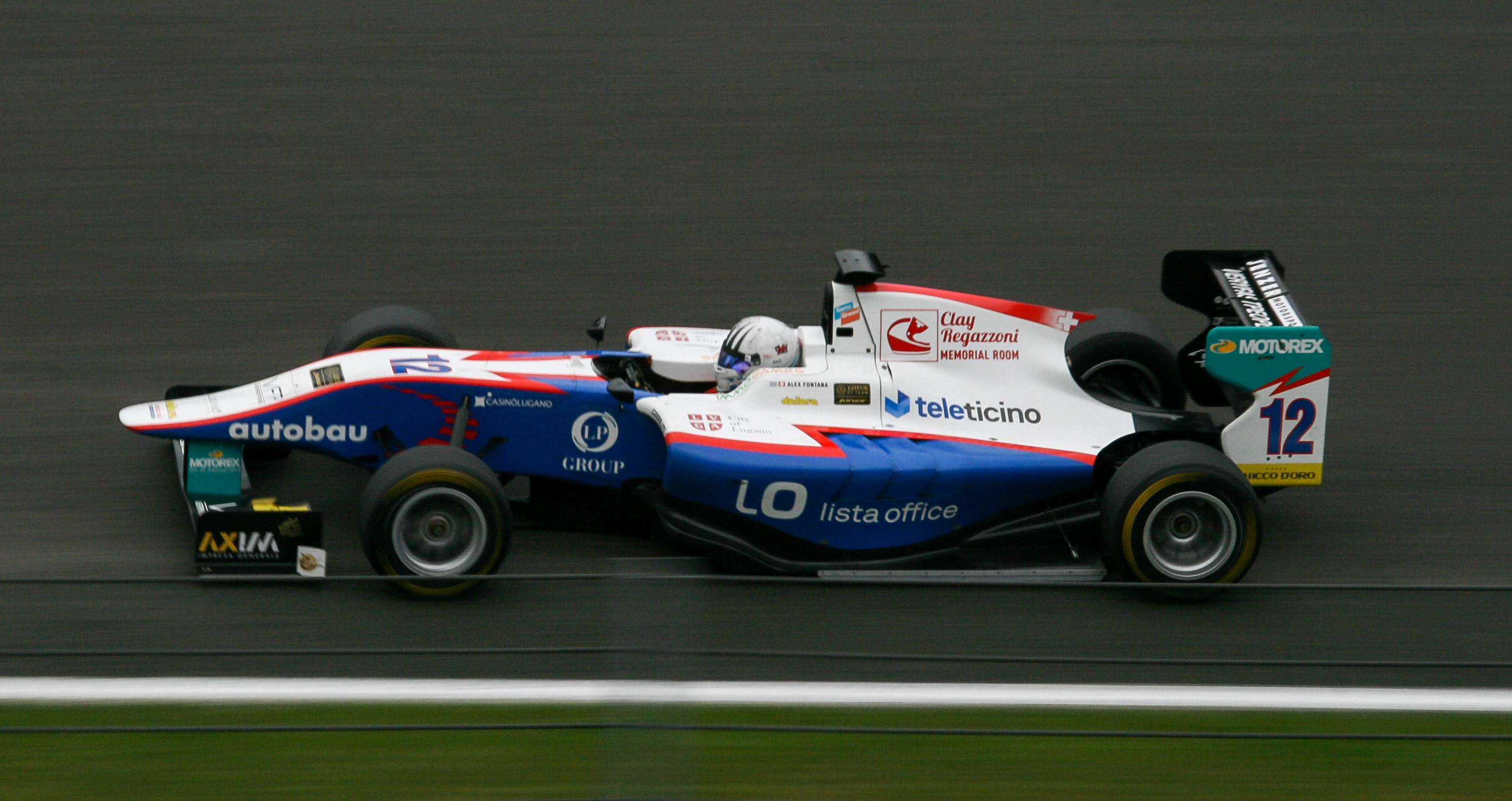
Alex Fontana beim Sprintrennen der GP3-Serie in Spa-Francorchamps 2013

Fontana begann seine Motorsportkarriere im Kartsport, in dem er bis 2008 aktiv war. Unter anderem wurde er 2007 Schweizer KF3-Kartmeister. 2009 wechselte er in den Formelsport und trat in der Formel Azzurra an. Während sein Teamkollege Alberto Cerqui den Meistertitel gewann, wurde Fontana mit zwei Siegen Siebter. 2010 trat Fontana für Corbetta Competizioni in der italienischen Formel-3-Meisterschaft an. Mit einem zwölften Platz als bestes Ergebnis blieb er ohne Punkte. 2011 wechselte Fontana in die European F3 Open, in der er ebenfalls für Corbetta Competizioni antrat. Mit zwei Siegen entschied er die Gesamtwertung für sich. Er gewann das Titelduell mit 120 zu 115 Punkten gegen David Fumanelli. Darüber hinaus debütierte Fontana in dieser Saison für Jenzer Motorsport in der GP3-Serie und nahm an einem Rennwochenende teil. Er erzielte auf Anhieb einen Punkt.
2012 wechselte Fontana in die FIA-Formel-2-Meisterschaft. Mit einem Sieg schloss er die Saison auf dem siebten Gesamtrang ab. Darüber hinaus kehrte Fontana für zwei Veranstaltungen zu Jenzer Motorsport in die GP3-Serie zurück. Mit einem vierten Platz als bestes Resultat wurde er 18. in der Gesamtwertung. 2013 bestritt Fontana für Jenzer Motorsport erstmals eine vollständige Saison in der GP3-Serie. Mit einem dritten Platz als bestem Ergebnis beendete er die Saison auf dem 17. Gesamtrang. Zudem wurde er ins Förderprogramm des Formel-1-Rennstalls Lotus aufgenommen. 2014 wechselte Fontana innerhalb der GP3-Serie zu ART Grand Prix. Während seine Teamkollegen Marvin Kirchhöfer und Dino Zamparelli regelmäßig in die Punkteränge fuhren, erzielte Fontana nur bei vier Rennen Punkte. Dabei wurde er zweimal Dritter. Als schlechtester ART-Pilot lag er am Saisonende auf dem elften Platz im Gesamtklassement. 2015 absolvierte Fontana seine dritte vollständige Saison in der GP3-Serie für Status Grand Prix. Er beendete diese als bester Pilot seines Teams auf dem 16. Gesamtrang. Außerdem nahm Fontana 2015 für das von Super Nova Racing betreute Trulli Formula E Team an zwei Rennen der FIA-Formel-E-Meisterschaft und für Pons Racing an einem Rennen der Formel Renault 3.5 teil.

## Persönliches
Fontana besitzt die Schweizer und die griechische Staatsbürgerschaft. Er startet mit Schweizer Lizenz. Sein Vater bestritt in den 1980er-Jahren Formel-Ford-Rennen.

## Statistik

### Karrierestationen
| - 2009: Formel Azzurra (Platz 7) - 2010: Italienische Formel 3 - 2011: European F3 Open (Meister) - 2011: GP3-Serie (Platz 24) | - 2012: Formel 2 (Platz 7) - 2012: GP3-Serie (Platz 18) - 2013: GP3-Serie (Platz 17) - 2014: GP3-Serie (Platz 11) | - 2015: Formel E (Platz 32) - 2015: GP3-Serie (Platz 16) - 2015: Formel Renault 3.5 (Platz 24) |

### Einzelergebnisse in der GP3-Serie
| Jahr | Team              | 1   | 2   | 3   | 4   | 5   | 6   | 7   | 8   | 9   | 10  | 11  | 12  | 13  | 14  | 15  | 16  | 17  | 18  | Punkte | Rang |
| ---- | ----------------- | --- | --- | --- | --- | --- | --- | --- | --- | --- | --- | --- | --- | --- | --- | --- | --- | --- | --- | ------ | ---- |
| 2011 | Jenzer Motorsport | TUR | TUR | ESP | ESP | ESP | ESP | GBR | GBR | GER | GER | HUN | HUN | BEL | BEL | ITA | ITA |     |     | 1      | 24.  |
| 2011 | Jenzer Motorsport |     |     |     |     |     |     |     |     |     |     |     |     | 14  | 6   |     |     |     |     | 1      | 24.  |
| 2012 | Jenzer Motorsport | ESP | ESP | MON | MON | ESP | ESP | GBR | GBR | GER | GER | HUN | HUN | BEL | BEL | ITA | ITA |     |     | 8,5    | 18.  |
| 2012 | Jenzer Motorsport |     |     |     |     |     |     |     |     |     |     | 17  | 15  | 10  | 4   |     |     |     |     | 8,5    | 18.  |
| 2013 | Jenzer Motorsport | ESP | ESP | ESP | ESP | GBR | GBR | GER | GER | HUN | HUN | BEL | BEL | ITA | ITA | UAE | UAE |     |     | 18     | 17.  |
| 2013 | Jenzer Motorsport | 10  | 9   | 14  | 11  | 7   | 3   | DNF | 17  | 10  | 19  | 20  | 12  | DNF | DNF | 13  | 10  |     |     | 18     | 17.  |
| 2014 | ART Grand Prix    | ESP | ESP | AUT | AUT | GBR | GBR | GER | GER | HUN | HUN | BEL | BEL | ITA | ITA | RUS | RUS | UAE | UAE | 43     | 11.  |
| 2014 | ART Grand Prix    | 11  | 19  | DNF | 17  | 15  | DNF | 11  | 13  | 14  | 13  | 6   | 3   | DNF | 10  | 3   | DNF | 6   | 15  | 43     | 11.  |
| 2015 | Status Grand Prix | ESP | ESP | AUT | AUT | GBR | GBR | HUN | HUN | BEL | BEL | ITA | ITA | RUS | RUS | BRN | BRN | UAE | UAE | 16     | 16.  |
| 2015 | Status Grand Prix | 9   | 16  | 10  | 6   | 19  | 18  | 14  | 13  | 10  | 6   | 8   | 16  | 19  | 11  | 19  | 19  | 15  | 13  | 16     | 16.  |

### Einzelergebnisse in der Formel Renault 3.5
| Jahr | Team        | 1   | 2   | 3   | 4   | 5   | 6   | 7   | 8   | 9   | 10  | 11  | 12  | 13  | 14  | 15  | 16  | 17  | Punkte | Rang |
| ---- | ----------- | --- | --- | --- | --- | --- | --- | --- | --- | --- | --- | --- | --- | --- | --- | --- | --- | --- | ------ | ---- |
| 2015 | Pons Racing | ALC | ALC | MON | SPA | SPA | HUN | HUN | SPI | SPI | SIL | SIL | NÜR | NÜR | LMS | LMS | JRZ | JRZ | 2      | 24.  |
| 2015 | Pons Racing | 9   |     |     |     |     |     |     |     |     |     |     |     |     |     |     |     |     | 2      | 24.  |

### Einzelergebnisse in der FIA-Formel-E-Meisterschaft
| Jahr    | Team   | 1   | 2   | 3   | 4   | 5   | 6   | 7   | 8   | 9   | 10  | 11  | Punkte | Rang |
| ------- | ------ | --- | --- | --- | --- | --- | --- | --- | --- | --- | --- | --- | ------ | ---- |
| 2014/15 | Trulli | BEI | PUT | PUN | BUE | MIA | LBH | MON | BER | MOS | LON | LON | 0      | 32.  |
| 2014/15 | Trulli |     |     |     |     |     |     |     |     |     | DNF | 14  | 0      | 32.  |

| Legende                      | Legende       | Legende                                                                 |
| Farbe                        | Abkürzung     | Bedeutung                                                               |
| ---------------------------- | ------------- | ----------------------------------------------------------------------- |
| Gold                         | —             | Sieger                                                                  |
| Silber                       | —             | 2. Platz                                                                |
| Bronze                       | —             | 3. Platz                                                                |
| Grün                         | —             | Platzierung in den Punkten                                              |
| Blau                         | —             | Klassifiziert außerhalb der Punkteränge                                 |
| Violett                      | DNF           | Rennen nicht beendet                                                    |
| Violett                      | NC            | nicht klassifiziert                                                     |
| Rot                          | DNQ           | nicht qualifiziert                                                      |
| Schwarz                      | DSQ           | disqualifiziert                                                         |
| Weiß                         | DNS           | nicht am Start                                                          |
| Weiß                         | WD            | zurückgezogen                                                           |
| Weiß                         | C             | Rennen abgesagt                                                         |
| Blanko                       |               | nicht teilgenommen                                                      |
| Blanko                       | DNP           | gemeldet, aber nicht teilgenommen                                       |
| Blanko                       | INJ           | verletzt oder krank                                                     |
| Blanko                       | EX            | ausgeschlossen                                                          |
| sonstige Formate und Zeichen | P/fett        | Pole-Position                                                           |
| sonstige Formate und Zeichen | kursiv        | Schnellste Rennrunde (ab 2017/18: Schnellste Rennrunde der ersten Zehn) |
| sonstige Formate und Zeichen | unterstrichen | Führender in der Gesamtwertung                                          |
| sonstige Formate und Zeichen | °             | FanBoost                                                                |
| sonstige Formate und Zeichen | *             | nicht im Ziel, aufgrund der zurückgelegten Distanz aber gewertet        |
| sonstige Formate und Zeichen | ( )           | Streichresultat                                                         |